# Willard Tibbetts
Willard Lewis Tibbetts jr (26. marts 1903 – 28. marts 1992) var en amerikansk sportsudøver som deltog i de olympiske lege 1924 i Paris.
Tibbetts vandt en bronzemedalje i atletik under OL 1924 i Paris. Han var med på det amerikanske hold som kom på en tredjeplads i holddisciplinen 3000-meter-løb bagefter Finland og Storbritannien. De andre på holdet var Edward Kirby og William Cox.